# Liste von Ehrenmalen im Kreis Dithmarschen

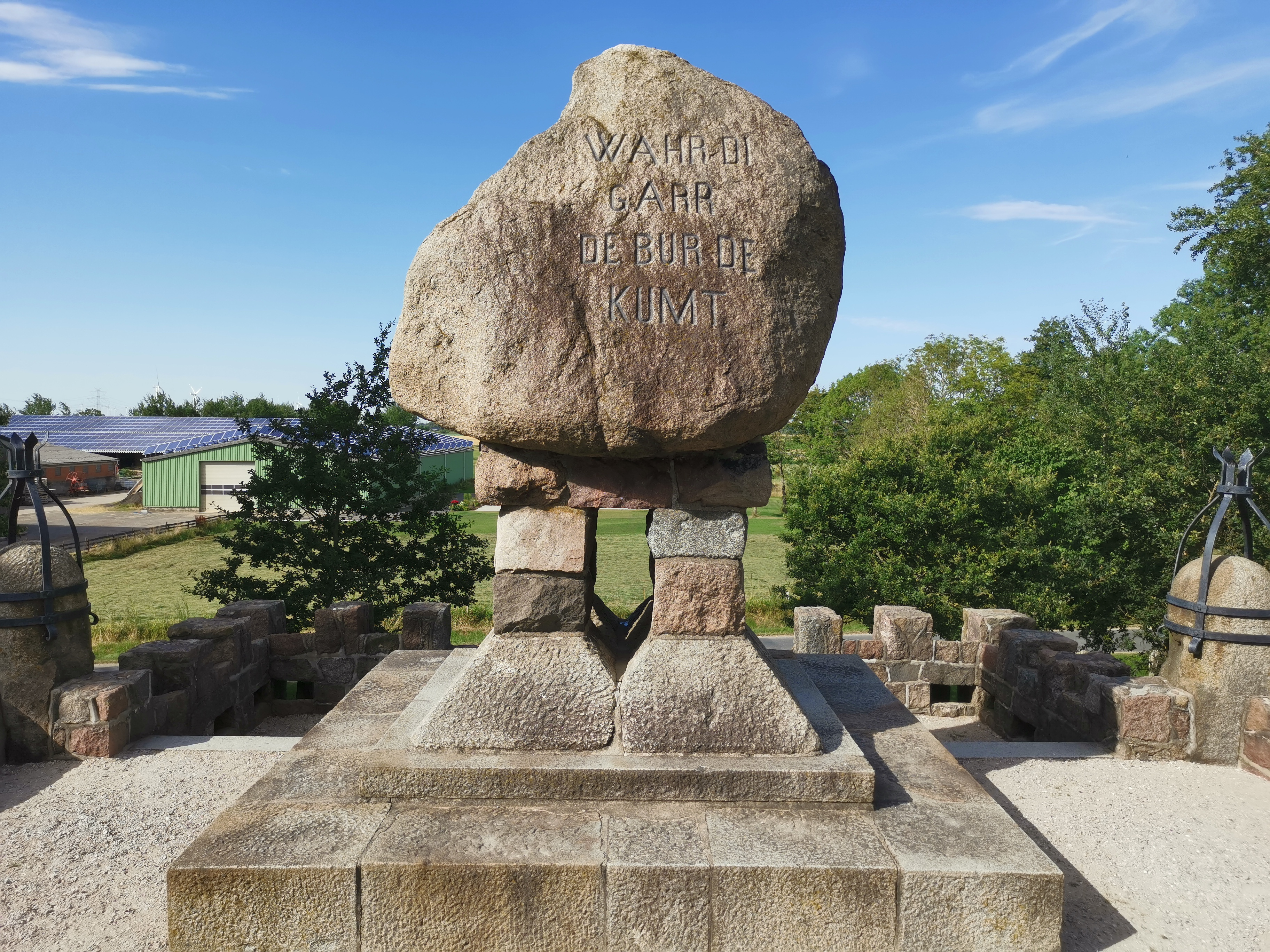
Gedenkstein in Epenwöhrden „Schlacht bei Hemmingstedt“

Die Liste von Ehrenmalen im Kreis Dithmarschen zeigt die verschiedenen Gedenkstätten im Kreis Dithmarschen für Gefallene aus den letzten Kriegen oder erinnert an militärische Auseinandersetzungen, die mit den jeweiligen Gemeinden verbunden sind. Auch sind Gedenkstätten von Kriegsgefangenen und Zwangsarbeitern vermerkt.
Die meisten dieser Ehrenmale wurden nach dem Ersten Weltkrieg errichtet. Viele dieser Denkmale wurden im Laufe der Jahre durch Zusätze, hauptsächlich mit Bezug zum Zweiten Weltkrieg oder zur Vertreibung, ergänzt. Auch gibt es manchmal Erinnerungen an die Wiedervereinigung am gleichen Standort. Hier wird nur die Hauptinschrift des Denkmals genannt; einzelne Namen von Gefallenen oder Vermissten werden nicht erwähnt.
An einigen Erinnerungsstätten gibt es auch Mahnmale an den Deutsch-Dänischen Krieg (der die Einheit Schleswig-Holsteins mit dem alten Wahlspruch Up ewig ungedeelt wiederherstellte) oder an den Deutsch-Französischen Krieg (1870–1871), der zur Gründung des Deutschen Reichs führte.
Eine Erinnerung an die älteste Auseinandersetzung steht auf dem Gemeindegebiet von Epenwöhrden. Sie erinnert an die Schlacht bei Hemmingstedt (1500), mit der die Unabhängigkeit der freien Bauernrepublik Dithmarschen verteidigt wurde. Die Gedenkstätte wurde am 17. Februar 1900 errichtet.

## Ehrenmale und Gedenksteine
| Bild | Ereignis                                                                               | Ort                                                         | Inschrift(en) | Lage Anm. 1                   | Weblink |
| ---- | -------------------------------------------------------------------------------------- | ----------------------------------------------------------- | --- | ----------------------------- | ------- |
|      | Schleswig-Holsteinische Erhebung Deutsch-Französischer Krieg                           | Albersdorf (Ehrenhain)                                      | 1848 - 1871 Den Kriegern von 1848–50 und 1870–71 in dankbarer Erinnerung gewidmet. Im Kampfe für Schleswig-Holsteins Recht in den Jahren 1848–50 sind gefallen: Im Kampfe gegen Frankreich in den Jahren 1870–71 sind gefallen: | Standort                      |         |
|      | 1. Weltkrieg                                                                           | Albersdorf (Ehrenhain)                                      | WANDERER! WENN DU HIER VERWEILST, FALTE STILL DIE HÄNDE. DIESE GABEN ALLES HIN, FÜR DAS WOHL DER ANDEREN. DIE DANKBARE GEMEINDE ALBERSDORF IHREN GEFALLE– NEN SÖHNEN. | Standort                      |         |
|      | Deutsch-Französischer Krieg                                                            | Albersdorf (Ehrenhain)                                      | Friedenseiche gepflanzt 10. Mai 1871 | Standort                      |         |
|      | 2. Weltkrieg                                                                           | Albersdorf (Ehrenhain)                                      | IHR GABT ALLES 1939 1945 | Standort                      |         |
|      | 2. Weltkrieg                                                                           | Albersdorf (Ehrenhain)                                      | Zur Ehre der gefallenen und vermissten Kameraden 1939–1945 Inf.Rgt.333 | Standort                      |         |
|      | 2. Weltkrieg                                                                           | Albersdorf (Gedenkstein)                                    | Den Gefallenen und Opfern des 2. Weltkrieges zum Gedenken. Kirchengemeinde Albersdorf | Standort                      |         |
|      | Zwangsarbeiter                                                                         | Albersdorf (Friedhof: Gedenkstätte)                         | | Standort                      |         |
|      | Kriegsgefangene                                                                        | Albersdorf (Kriegsgefangene 1. Weltkrieg)                   | Hier ruhen 29 kriegsgefangene Russen Gewidmet von ihren Kameraden im Kirchspiel Albersdorf | Standort                      |         |
|      | Kriegsgefangene                                                                        | Albersdorf (Kriegsgefangene 2. Weltkrieg)                   | Hier ruhen 11 sowjetische Staatsbürger 1941-1945 | Standort                      |         |
|      | Kriegsgefangene                                                                        | Albersdorf (Kriegsgefangene 2. Weltkrieg)                   | Hier ruhen 13 sowjetische Staatsbürger 1941-1945 | Standort                      |         |
|      | Deutsch-Französischer Krieg                                                            | Albersdorf (Einmündung Norderstraße/Österstraße)            | Friedenseiche 1870 – 71 gepflanzt u. geweiht v. d. Landwehrmännern aus Albersdorf Zum Andenken an den siegreichen Feldzug 1870 – 71 den 28. April 1871 | Standort                      |         |
|      |                                                                                        | Arkebek                                                     | | Koordinaten fehlen! Hilf mit. |         |
|      | 1. Weltkrieg 2. Weltkrieg                                                              | Averlak                                                     | Unseren tapferen Helden zur Ehre gewidmet von der Bauerschaft Averlak. Erinnerung sei uns stets ein Heiligtum! 1914 – 1918 DEN OPFERN DES KRIEGES 1939 – 1945 DIE GEMEINDE AVERLAK | Standort                      |         |
|      | Deutsch-Französischer Krieg                                                            | Bargenstedt                                                 | Gedenkstein. Zur Erinnerung an die Pflanzung dieser Eiche am Tag des Friedensschlusses mit Frankreich 10. März 1871 errichtet von den Kampfgenossen in Bargenstedt 1880 | Standort                      |         |
|      | 1. Weltkrieg                                                                           | Bargenstedt                                                 | 1914 – 18 | Standort                      |         |
|      | 2. Weltkrieg                                                                           | Bargenstedt                                                 | 1939 45 UNSERE VERMISSTEN WIR WARTEN AUF EUCH WANDERER NEIGE DEIN HAUPT VOR DEM TODE UND DER TAPFERKEIT DES KRIEGERS | Standort                      |         |
|      | Schleswig-Holsteinische Erhebung                                                       | Barlt                                                       | Up ewig ungedeelt 1848–51 Errichtet 1908 | Standort                      |         |
|      | 1. Weltkrieg 2. Weltkrieg                                                              | Barlt                                                       | SEI GETREU BIS AN DEN TOD SO WILL ICH DIR DIE KRONE DES LEBENS GEBEN NOT UN DOT VOER UNS GEDAN DAT WI FRUMM DOER'T LEWEN GAHN ES LIESSEN IHR LEBEN: | Standort                      |         |
|      | 1. Weltkrieg 2. Weltkrieg                                                              | Barsfleth                                                   | Zum Gedenken 1914 – 1918 1939 – 1945 | Standort                      |         |
|      | 1. Weltkrieg 2. Weltkrieg                                                              | Brickeln                                                    | FÜR UNS | Standort                      |         |
|      | 1. Weltkrieg                                                                           | Brunsbüttel (1. Weltkrieg)                                  | DIE DANKBARE GEMEINDE IHREN TAPFEREN SOEHNEN 1914 – 1918 | Standort                      |         |
|      | 2. Weltkrieg                                                                           | Brunsbüttel (2. Weltkrieg)                                  | UNSEREN OPFERN DES ZWEITEN WELTKRIEGES 1939 1945 | Standort                      |         |
|      | Deutsch-Französischer Krieg                                                            | Brunsbüttel (1870/71)                                       | Zur Ehre den Todten Zum Vorbild der Jugend Zur Erinnerung Allen Den Heldentod fürs Va- terland starben im großen Kriege 1870 und 1871 | Standort                      |         |
|      | 1. Weltkrieg 2. Weltkrieg                                                              | Brunsbüttel (Kriegsgräberstätte) Brunsbüttel - Ostermoor    | TREUE UM TREUE GEFALLEN 1914–1918 GEFALLEN 1939–1945 VERMISST 1939–1945 BOMBENOPFER 20.6.1944 | Standort                      |         |
|      | 1. Weltkrieg                                                                           | Brunsbüttel - Brunsbüttelkoog (1. Weltkrieg)                | 1914 TREUE UM TREUE 1918 | Standort                      |         |
|      | 2. Weltkrieg                                                                           | Brunsbüttel - (Blangenmoor)                                 | 1939 1945 UNVERGESSEN | Standort                      |         |
|      | Schleswig-Holsteinische Erhebung                                                       | Buchholz (Gedenkstätte)                                     | UP EWIG UNGEDEELT IM FREIHEITSKAMPF DER JAHRE 1848–1850 ERLITTEN AUS UNSERER GEMEINDE DEN HELDENTOD | Standort                      |         |
|      | Deutsch-Französischer Krieg                                                            | Buchholz (Gedenkstätte)                                     | GEWIDMET ZUM EHRENVOLLEN GEDENKEN IM DEUTSCH-FRANZÖSISCHEN KRIEG 1870/71 KEHRTEN NICHT IN DIE HEIMAT ZURÜCK: | Standort                      |         |
|      | 1. Weltkrieg 2. Weltkrieg                                                              | Buchholz (Gedenkstätte)                                     | 1914 – 1918 GEWIDMET FÜR DIE IM WELTKRIEGE GEFALLENEN HELDEN DER GEMEINDE BUCHHOLZ UND WER DEN TOD IM HEILIGEN KAMPFE FAND RUHT AUCH IN FREMDER ERDE WIE IM VATERLAND 1939 – 1945 ES KEHRTEN NICHT IN DIE HEIMAT ZURÜCK AUS DER GEMEINDE BUCHHOLZ WIR GEDENKEN IN EHREN DER TOTEN UND VERMISSTEN UNSERER HEIMATVERTRIEBENEN DEREN KEIN STEIN GEDENKET SEI DIESES ZEICHEN ERRICHTET DENEN DIE HEIMAT GERAUBT SEI IN DER HEIMAT GEDANKT                                                               | Standort                      |         |
|      | Deutsch-Französischer Krieg                                                            | Bunsoh                                                      | Friedenseiche 1870/71 | Standort                      |         |
|      | 1. Weltkrieg                                                                           | Bunsoh                                                      | GEWIDMET FÜR DIE IN DEM WELTKRIEGE 1914-1918 GEFALLENEN DER GEMEINDE BUNSOH SIE GABEN IHR ALLES, IHR LEBEN, IHR BLUT SIE GABEN ES HIN MIT HEILIGEM MUT SIE OPFERTEN ZUKUNFT UND JUNGES GLÜCK SIE KEHRTEN NIE WIEDER ZUR HEIMAT ZURÜCK. | Standort                      |         |
|      |                                                                                        | Bunsoh                                                      | Der Stein bewahre ihre Namen das Herz ihr Gedächtnis Gott ihre Seele | Standort                      |         |
|      | Schleswig-Holsteinische Erhebung                                                       | Burg (1848 – 1898)                                          | Up ewig ungedeelt. 1848. – 1898. | Standort                      |         |
|      | Deutsch-Französischer Krieg                                                            | Burg (1870/71)                                              | Dem Andenken der im Kampfe für Deutschland 1870, 71 gefallenen Krieger, aus dem Kirchspiel Burg. gewidmet von der Gemeinde und ihren Kameraden. | Standort                      |         |
|      | 1. Weltkrieg                                                                           | Burg (1.Weltkrieg)                                          | Wanderer, neige in Ehrfurcht Dein Haupt vor dem Tode und der Tapferkeit. 1914 1918 | Standort                      |         |
|      | 2. Weltkrieg                                                                           | Burg (2. Weltkrieg)                                         | 1939 1940 1941 1942 1943 1944 1945 | Standort                      |         |
|      | 1. Weltkrieg                                                                           | Burg (Kriegsgräberstätte 1. Weltkrieg)                      | | Standort                      |         |
|      | 2. Weltkrieg                                                                           | Burg (Kriegsgräberstätte 2. Weltkrieg)                      | Jesus lebt | Standort                      |         |
|      | 1. Weltkrieg 2. Weltkrieg                                                              | Busenwurth                                                  | UNSEREN TAPFEREN DER WELTKRIEGE ZUR EHRE | Standort                      |         |
|      | Flucht und Vertreibung                                                                 | Büsum (Alter Friedhof)                                      | ZUM GEDENKEN DER OPFER DER FLUCHT ÜBER DIE OSTSEE 1945 | Standort                      |         |
|      |                                                                                        | Büsum (Alter Friedhof)                                      | Inschrift (dänisch): Aar 1860 blev denne Sten sat af Kammerater over Qvarteermester I. Chr. Olsen og Matroserne Inschrift (deutsch): Im Jahre 1860 wurde dieser Stein gesetzt von den Kameraden des Quartiermeisters I.Chr.Olsen und der Matrosen | Standort                      |         |
|      | 1. Weltkrieg 2. Weltkrieg                                                              | Büsum (Neuer Friedhof: Denkmal)                             | 1914 – 18 1939 – 45 | Standort                      |         |
|      |                                                                                        | Büsum (Neuer Friedhof: Fischer-Denkmal)                     | ZUM GEDENKEN AN DIE AUF SEE GEBLIEBENEN FISCHER CHRIST KYRIE, KOMM ZU UNS AUF DIE SEE | Standort                      |         |
|      | 2. Weltkrieg                                                                           | Büsum (Neuer Friedhof: Kriegsgräberstätte)                  | | Standort                      |         |
|      | 1. Weltkrieg 2. Weltkrieg                                                              | Büsum (Kaiser-Wilhelm-Platz)                                | 1914 1918 1939 1945 DEN IM WELTKRIEGE GEFALLENEN HELDEN DIE ORTSGEMEINDE BÜSUM | Standort                      |         |
|      | 1. Weltkrieg 2. Weltkrieg                                                              | Büsumer Deichhausen                                         | UNSEREN GEFALLENEN 1914–1918 1939–1945 | Standort                      |         |
|      |                                                                                        | Dellstedt (1. und 2. Weltkrieg)                             | | Koordinaten fehlen! Hilf mit. |         |
|      |                                                                                        | Delve (1848–51)                                             | | Koordinaten fehlen! Hilf mit. |         |
|      |                                                                                        | Delve (Ehrenmal)                                            | | Koordinaten fehlen! Hilf mit. |         |
|      |                                                                                        | Delve - Schwienhusen                                        | | Koordinaten fehlen! Hilf mit. |         |
|      | 2. Weltkrieg                                                                           | Dingen                                                      | 1939 1945 VERGISS DIE TREUEN TOTEN NICHT WIR GEDENKEN DER VERMISSTEN UND DER BEI IHRER VERTREIBUNG AUS DER HEIMAT GEBLIEBENEN | Standort                      |         |
|      |                                                                                        | Dörpling                                                    | | Koordinaten fehlen! Hilf mit. |         |
|      | Schleswig-Holsteinische Erhebung                                                       | Eddelak (1848 u. 1898)                                      | Zur Erinnerung an 1848 u. 1898 | Standort                      |         |
|      | Schleswig-Holsteinische Erhebung Deutsch-Französischer Krieg                           | Eddelak (1848/52 u. 1870/71)                                | Geschenk der Eddelaker Sparkasse in dankbarer Erinnerung an Schleswig-Holsteins letzten Krieg und an Deutschlands größten Sieg. Errichtet d. 12. August 1888 Sie sollen es nicht haben, Das deutsche Land der Schlei 1848 – 52 Sie sollen ihn nicht haben, Den freien deutschen Rhein 1870 – 71 Wir wollen sein ein einig Volk von Brüdern. In keiner Noth uns trennen noch Gefahr. | Standort                      |         |
|      | 1. Weltkrieg                                                                           | Eddelak (1. Weltkrieg)                                      | 1914 – 1918 Für uns Wanderer, neige in Ehrfurcht dein Haupt vor dem Tod und der Tapferkeit. | Standort                      |         |
|      | 2. Weltkrieg                                                                           | Eddelak (2. Weltkrieg)                                      | STILL GEDENKEN WIR DER TOTEN 1939 1945 | Standort                      |         |
|      | 2. Weltkrieg                                                                           | Eddelak (2. Weltkrieg)                                      | DEN VERMISSTEN DES KRIEGES 1939–1940 GEWIDMET | Standort                      |         |
|      | Schleswig-Holsteinische Erhebung                                                       | Eggstedt (Gedenkanlage)                                     | Op ewig ungedeelt Unseren Vätern, den tapferen Kämpfern v. 1848–51 für Schleswig-Holsteins Recht u. Freiheit in dankbarer Erinnerung gewidmet. Errichtet am 24. März 1908 | Standort                      |         |
|      | 1. Weltkrieg                                                                           | Eggstedt (Gedenkanlage)                                     | Den gefallenen Helden 1914 – 1918 Die dankbare Heimat. Sie kämpften für Ehre, für Heimat und Gut. Sie ließen ihr Alles, ihr Leben, ihr Blut. | Standort                      |         |
|      | 2. Weltkrieg                                                                           | Eggstedt (Gedenkanlage)                                     | SIE STARBEN FÜR UNS UNSERN GEFALLENEN ZUM EHRENDEN GEDENKEN 1939 – 1945 | Standort                      |         |
|      | Deutsch-Französischer Krieg                                                            | Eggstedt (Raiffeisenplatz)                                  | Zur Erinnerung an den erfolgreichen Feldzug 1870 – 71. Den tapferen Mitkämpfern in dankbarer Verehrung von der Gemeinde Eggstedt gewidmet. Errichtet am 18. Aug. 1910 | Standort                      |         |
|      | 1. Weltkrieg 2. Weltkrieg                                                              | Elpersbüttel                                                | 1914 1915 1916 1917 1918 FÜR UNS 1939 1940 1941 1942 1943 1944 1945 UNSERN KAMERADEN 1914 – 1918 1939 – 1945 | Standort                      |         |
|      | Schlacht bei Hemmingstedt                                                              | Epenwöhrden (Schlacht bei Hemmingstedt)                     | WAHR DI GARR DE BUR DE KUMT | Standort                      |         |
|      | Deutsch-Französischer Krieg                                                            | Epenwöhrden                                                 | Zur Erinnerung an den Frieden von 1871 | Standort                      |         |
|      | 1. Weltkrieg 2. Weltkrieg                                                              | Epenwöhrden (Weltkriege)                                    | Zum ehrenden Gedenken an unsere Gefallenen und Vermißten beider Weltkriege | Standort                      |         |
|      | Flucht und Vertreibung                                                                 | Epenwöhrden (Weltkriege)                                    | Unseren Toten auf den Heimatfriedhöfen, denen. die ihr Leben im Kriege, in der Gefangenschaft und bei der Austreibung aus der Heimat ließen, zum Gedächtnis Die Heimatvertriebenen Epenwöhrden | Standort                      |         |
|      | Schleswig-Holsteinische Erhebung Deutsch-Französischer Krieg 1. Weltkrieg 2. Weltkrieg | Frestedt                                                    | 1848–51. 1870–71. 1914–18. UNSER DANK. DEN TAPFEREN SÖHNEN DER GEMEINDE FRESTEDT, DIE IM KAMPFE FÜR DIE EINHEIT, DER ERRICHTUNG UND DEN BESTAND DES DEUTSCHEN REICHES DEN TOD FANDEN 1939 1945 | Standort                      |         |
|      | Flucht und Vertreibung                                                                 | Frestedt                                                    | ZUM EHRENDEN GEDENKEN AN DIE OPFER DER HEIMATVERTRIEBENEN AUS DER GEMEINDE FRESTEDT | Standort                      |         |
|      | 1. Weltkrieg 2. Weltkrieg                                                              | Friedrichskoog                                              | FÜR UNS | Standort                      |         |
|      |                                                                                        | Friedrichskoog - Dieksanderkoog                             | | Koordinaten fehlen! Hilf mit. |         |
|      |                                                                                        | Gaushorn (1. Weltkrieg)                                     | | Koordinaten fehlen! Hilf mit. |         |
|      |                                                                                        | Gaushorn (2. Weltkrieg)                                     | | Koordinaten fehlen! Hilf mit. |         |
|      |                                                                                        | Gaushorn (Deutsch-Südwest Herero-Aufstand)                  | | Koordinaten fehlen! Hilf mit. |         |
|      |                                                                                        | Glüsing                                                     | | Koordinaten fehlen! Hilf mit. |         |
|      | 2. Weltkrieg                                                                           | Großenrade                                                  | 1914 – 1918 Sie gaben ihr alles ihr Leben ihr Blut Sie gaben es hin mit heiligem Mut Sie opferten Zukunft und junges Glück Sie kehren nie mehr zur Heimat zurück 1939 – 1945 Unsere Vermißten Wir warten auf Euch! Wanderer gedenke an dieser Stätte der Toten der Heimatvertriebenen die ihr Leben im Kriege in der Gefangenschaft und bei der Austreibung aus der Heimat liessen | Standort                      |         |
|      | 1. Weltkrieg 2. Weltkrieg                                                              | Groven (gemeinsames Denkmal mit der Nachbargemeinde Lunden) | SEELE, VERGISS SIE NICHT, SEELE, VERGISS NICHT DIE TOTEN LUNDEN 1914 – 1918 GROVEN 1939 – 1945 | Standort                      |         |
|      | 1. Weltkrieg 2. Weltkrieg                                                              | Gudendorf (Ehrenmal)                                        | EUER TOD MAHNT UNS ZUM FRIEDEN Den Opfern von Gewalt und Willkür in aller Welt | Standort                      |         |
|      | 2. Weltkrieg                                                                           | Gudendorf (Russischer Friedhof)                             | | Standort                      |         |
|      | 2. Weltkrieg                                                                           | Gudendorf (Soldatengräber)                                  | | Standort                      |         |
|      |                                                                                        | Heide (2. Weltkrieg)                                        | | Koordinaten fehlen! Hilf mit. |         |
|      | Letzte Fehde                                                                           | Heide (Letzte Fehde)                                        | LETZTE FEHDE 1559 | Standort                      |         |
|      |                                                                                        | Heide (Südfriedhof: 2. Weltkrieg)                           | | Standort                      |         |
|      |                                                                                        | Heide (Westermoorweg)                                       | Originaltext: Здесь захоронено 80 – 100 советских граждан погибших в фашисткой неволе 1941–1945 гг. Deutsche Übersetzung: Hier sind begraben 80 - 100 sowjetische Bürger, die umgekommen sind in faschistischer Gefangenschaft in den Jahren 1941 - 1945 | Standort                      |         |
|      | Schleswig-Holsteinische Erhebung                                                       | Heide (Zütphen-Friedhof: 1848–50)                           | 1848 1849 | Standort                      |         |
|      | 1. Weltkrieg                                                                           | Heide (Zütphen-Friedhof: 1. Weltkrieg)                      | Gedenkstein nicht mehr lesbar | Standort                      |         |
|      |                                                                                        | Heide (Zwangsarbeiter)                                      | | Standort                      |         |
|      |                                                                                        | Heide - Rüsdorf                                             | | Koordinaten fehlen! Hilf mit. |         |
|      |                                                                                        | Heide - Süderholm (mit Bennewohld)                          | | Koordinaten fehlen! Hilf mit. |         |
|      | 1. Weltkrieg 2. Weltkrieg                                                              | Hellschen-Heringsand-Unterschaar - Hellschen                | IM WELTKRIEGE 1914-1918 STARBEN AUS DER GEMEINDE HELLSCHEN DEN HELDENTOD FÜRS VATERLAND: 1939–1945 | Standort                      |         |
|      | 1. Weltkrieg 2. Weltkrieg                                                              | Helse                                                       | 1914–18 1939–45 UNSEREN GEFALLENEN HELDEN ZUR EHRE UND ZUM GEDENKEN GEFALLEN 1914-1918 VERMISST 1939-1945 GEFALLEN 1939-1945 | Standort                      |         |
|      | 1. Weltkrieg 2. Weltkrieg                                                              | Hemme                                                       | EUER OPFER IST UNSERE VERPFLICHTUNG, „FRIEDEN“ | Standort                      |         |
|      | Schleswig-Holsteinische Erhebung Deutsch-Französischer Krieg                           | Hemme                                                       | Für die Freiheit der Heimat und die Einheit des Vaterlandes fielen: 1848/51 1870/71 | Standort                      |         |
|      | 1. Weltkrieg 2. Weltkrieg                                                              | Hemmingstedt                                                | 1914 – 18 1939 – 45 | Standort                      |         |
|      | 1. Weltkrieg                                                                           | Hemmingstedt - Braaken                                      | Bewohner von der Gemeinde Braaken Zum Gedenken an unsere fürs Vaterland gefallenen Helden 1914–18 Sie gaben ihr Alles ihr Leben ihr Blut. Sie gaben es hin mit heiligem Mut. Sie opferten Zukunft und junges Glück. Sie kehren nie wieder zur Heimat zurück. | Standort                      |         |
|      | Schleswig-Holsteinische Erhebung                                                       | Hennstedt (1848–51)                                         | Den treuen Kämpfern für Freiheit Recht und Vaterland 1848/51 | Standort                      |         |
|      | Deutsch-Französischer Krieg                                                            | Hennstedt (1870–71)                                         | | Koordinaten fehlen! Hilf mit. |         |
|      |                                                                                        | Hennstedt (Kriegsgefangene)                                 | | Standort                      |         |
|      |                                                                                        | Hennstedt (Lazarett)                                        | | Koordinaten fehlen! Hilf mit. |         |
|      | 1. Weltkrieg                                                                           | Hochdonn                                                    | Dem Andenken unserer fürs Vaterland gefallenen Helden 1914 – 1918 | Standort                      |         |
|      | 2. Weltkrieg                                                                           | Hochdonn                                                    | 1939 FÜR UNS 1945 Wir gedenken in Ehrfurcht und Dankbarkeit auch der Toten, die ihr Leben durch Feindeinwirkung in der Heimat, auf der Flucht oder in der Gefangenschaft verloren. | Standort                      |         |
|      | Deutsch-Französischer Krieg                                                            | Hollingstedt (1870–71)                                      | | Koordinaten fehlen! Hilf mit. |         |
|      |                                                                                        | Hollingstedt (Weltkriege)                                   | | Koordinaten fehlen! Hilf mit. |         |
|      | 1. Weltkrieg 2. Weltkrieg                                                              | Immenstedt                                                  | Gewidmet den gefallenen Kriegern von 1914–18 Die Gemeinde Immenstedt 1939 1945 UNSERE VERMISSTEN | Standort                      |         |
|      | 1. Weltkrieg 2. Weltkrieg                                                              | Kaiser-Wilhelm-Koog                                         | Die Gemeinde Kaiser Wilhelm Koog ihren in den Weltkriegen 1914/18 und 1939/45 gefallenen Söhnen zum ehrenden Gedenken 1. Joh. 3.V.16 | Standort                      |         |
|      |                                                                                        | Kleve (Denkmal)                                             | | Koordinaten fehlen! Hilf mit. |         |
|      |                                                                                        | Krempel                                                     | | Koordinaten fehlen! Hilf mit. |         |
|      |                                                                                        | Kronprinzenkoog (1848–51)                                   | Hier ruht die Mannschaft des Schlesw. Holst. Kanonenbootes № 8 am 2. Nov. 1850 vor der Elbe gescheitert. | Standort                      |         |
|      | 1. Weltkrieg                                                                           | Krumstedt                                                   | DEM ANDENKEN UNSERER FÜRS VATERLAND GEFALLENEN HELDEN 1914–18 | Standort                      |         |
|      | 2. Weltkrieg                                                                           | Krumstedt                                                   | ZUM EHRENDEN GEDENKEN AN DIE OPFER DES KRIEGES 1939–45 | Standort                      |         |
|      | 2. Weltkrieg                                                                           | Kuden                                                       | Den gefallenen Helden gewidmet von der Gemeinde Kuden Sie gaben ihr Alles, ihr Leben ihr Blut, Sie gaben es hin mit heiligem Mut. Sie opferten Zukunft und Jugendglück, Sie kehrten nie wieder zur Heimat zurück. 1914 – 1918 Zum ehrenden Gedenken unserer gefallenen und vermissten Kameraden 1939 – 1945 Unseren Toten auf den Heimatfriedhöfen, denen, die ihr Leben im Kriege, in der Gefangenschaft und bei der Austreibung aus der Heimat ließen, zu Gedächtnis Die Heimatvertriebenen Kuden | Standort                      |         |
|      | Deutsch-Französischer Krieg                                                            | Kuden                                                       | DEN 7 GEFALLENEN DES KRIEGES 1870–71 | Standort                      |         |
|      |                                                                                        | Lehe                                                        | | Koordinaten fehlen! Hilf mit. |         |
|      |                                                                                        | Linden (Gedenkstätte)                                       | | Koordinaten fehlen! Hilf mit. |         |
|      |                                                                                        | Lohe-Rickelshof                                             | | Koordinaten fehlen! Hilf mit. |         |
|      | 1. Weltkrieg 2. Weltkrieg                                                              | Lunden (Am Gänsemarkt)                                      | SEELE, VERGISS SIE NICHT, SEELE, VERGISS NICHT DIE TOTEN LUNDEN 1914 – 1918 GROVEN 1939 – 1945 | Standort                      |         |
|      | Deutsch-Französischer Krieg                                                            | Lunden (Am Gänsemarkt)                                      | Wandrer: sag’s den kinderlosen Eltern Daß fürs Vaterland auf Frankreichs Feldern Deutschlands kühne Heldenjugend sank. Dem Andenken der im ruhmreichen Kampfe gegen Frankreich 1870 und 1871 gefallenen Krieger aus den Gemeinden Lunden St.Annen und Karolinenkoog gewidmet von ihren Kameraden und Mitbürgern. | Standort                      |         |
|      | Deutsch-Französischer Krieg                                                            | Lunden                                                      | Diese Eichen wurden gepflanzt z. Erin. a. d. Schl. b. „Sedan“ 1. Sept. 1870. Nimmer wird das Reich zerstört, wenn ihr einig seid und treu. Gepfl. v. d. Kampfgenossen u. Militärverein 26. IV. 1911 | Standort                      |         |
|      | 1. Weltkrieg 2. Weltkrieg                                                              | Lunden (Kriegsgräberstätte u. Einzelgedenken)               | | Standort                      |         |
|      | Flucht und Vertreibung                                                                 | Lunden (Ostgebiete)                                         | UNVERGESSENE HEIMAT | Standort                      |         |
|      | Deutsch-Französischer Krieg                                                            | Marne (1870/71)                                             | Zur Ehre der im Kriege 1870 und 1871 gegen Frankreich gefallenen und gestorbenen Krieger Errichtet am 2. September 1874 von ihren Kameraden den Einwohnern des Kirchspiels Marne und der vereinigten Kööge. | Standort                      |         |
|      | 1. Weltkrieg                                                                           | Marne (24 Ortschaften)                                      | WELTKRIEG 1914 – 1918 | Standort                      |         |
|      | 2. Weltkrieg                                                                           | Marne (Einzelgrab)                                          | Hier ruhet unser Gen. Adolf Bauer geb. 6. Juni 1906 am 10. Juli 1932 von Nazis ermordet Sein Leben war nur Kampf | Standort                      |         |
|      | Schleswig-Holsteinische Erhebung                                                       | Marne (Friedhof)                                            | Gedenkstein Für die nach dem Kriege mit Dänemark hier verstorbenen tapfern Kämpfer für Schleswig Holsteins Recht und Freiheit in den Jahren 1848–51. Ruhet sanft ihr treuen Kampfgenossen, in der Erinnerung lebt ihr ewig fort. | Standort                      |         |
|      | 2. Weltkrieg                                                                           | Marne (Friedhof: Bombenopfer)                               | OPFER DES LUFTANGRIFFES AM 25. APRIL 1945 | Standort                      |         |
|      | 2. Weltkrieg                                                                           | Marne (Gedenkanlage)                                        | 1939 1945 | Standort                      |         |
|      | 2. Weltkrieg                                                                           | Marne (Russengräber)                                        | | Standort                      |         |
|      | Flucht und Vertreibung                                                                 | Marne                                                       | UNVERGESSENE HEIMAT | Standort                      |         |
|      | 2. Weltkrieg                                                                           | Marnerdeich                                                 | FÜR UNS 1914–1918 1939–1945 | Standort                      |         |
|      | Schleswig-Holsteinische Erhebung Deutsch-Französischer Krieg                           | Meldorf (1848/50)                                           | Sie setzten das Leben ein für Recht, Freiheit und Vaterland, darum sollen ihre Namen bleiben immerdar. Errichtet 11.10.1874 Den Gefallenen von 1870 / 1871 zum Gedenken Gefallen 1848, 49 und 50 im Kampf gegen Dänemark für Schleswig-Holsteins Recht. Ihr Opfer mahnt zum Frieden | Standort                      |         |
|      | Schleswig-Holsteinische Erhebung                                                       | Meldorf (1848/50)                                           | Den hier ruhenden Kriegern von 1848/50 gewidmet vom Schlesw. Holst. Kampfgenossenverein in Meldorf 1875 | Standort                      |         |
|      | 2. Weltkrieg                                                                           | Meldorf (Kriegsgefangenenmahnmal)                           | WIE LANGE NOCH KRIEGS- GEFANGENE MAHNEN HEIMAT VERGISS UNS NICHT | Standort                      |         |
|      |                                                                                        | Meldorf (Gedenkstein)                                       | Den Opfern von Kriegen und Willkür | Standort                      |         |
|      | 1. Weltkrieg 2. Weltkrieg                                                              | Neuenkirchen                                                | 1914 1918 Getreu ihrer Pflicht starben fürs Vaterland Ihren tapferen Helden die Gemeinde Neuenkirchen 1939 1945 Fürs Vaterland starben Männer Frauen u. Kinder aus Ostpreußen – Westpreußen – Danzig Schlesien – Grenzmark – Pommern | Standort                      |         |
|      | Zwangsarbeiter                                                                         | Neuenkirchen                                                | 1941-1945 Erinnerung an die russischen Kriegsgefangenen gestorben 1941–42 | Standort                      |         |
|      | 2. Weltkrieg                                                                           | Neufelderkoog                                               | Ihr starbt für uns 1939 1940 1941 1942 1943 1944 1945 | Standort                      |         |
|      | 1. Weltkrieg 2. Weltkrieg                                                              | Nindorf                                                     | Nindorf seinen Gefallenen 1914–18 zu Ehr u. Andenken. Für Herd u. Heimat Freiheit u. Vaterland traf sie der Tod | Standort                      |         |
|      | 1. Weltkrieg                                                                           | Nindorf - Farnewinkel                                       | Zum Andenken unserer, fürs Vaterland im Weltkrieg 1914-18 gefallenen, Söhnen u. Helden. Sie gaben ihr Alles ihr Leben ihr Blut, Sie gaben es hin mit heiligem Mut, Sie opferten Zukunft u. junges Glück, Sie kehrten nie wieder zur Heimat zurück Gewidmet von der Gemeinde Farnewinkel | Standort                      |         |
|      | 2. Weltkrieg                                                                           | Nindorf - Farnewinkel                                       | 1939 1945 | Standort                      |         |
|      | 1. Weltkrieg 2. Weltkrieg                                                              | Norddeich                                                   | Zum Gedenken unserer Gefallenen in dankbarer Verehrung Eure Gemeinde Norddeich 1914–1918 1939–1945 | Standort                      |         |
|      | 1. Weltkrieg 2. Weltkrieg                                                              | Nordermeldorf (Christianskoog)                              | SIE STARBEN FÜR’S VATERLAND 1914 – 1918 1939 – 1945 | Standort                      |         |
|      | 1. Weltkrieg 2. Weltkrieg                                                              | Nordermeldorf (Thalingburen)                                | Euer Tod mahnt uns zum Frieden 1914–1918 1939–1945 | Standort                      |         |
|      |                                                                                        | Nordhastedt (1. und 2. Weltkrieg)                           | | Koordinaten fehlen! Hilf mit. |         |
|      | 1. Weltkrieg 2. Weltkrieg                                                              | Nordhastedt - Fiel                                          | SIE GABEN IHR ALLES IHR LEBEN IHR BLUT SIE GABEN ES HIN MIT HEILIGEM MUT SIE OPFERTEN ZUKUNFT UND JUGENDGLÜCK SIE KEHRTEN NIE WIEDER ZUR HEIMAT ZURÜCK. GEWIDMET VON DER GEMEINDE FIEL 1914 – 1918 1939 – 1945 UNSERE VERMISSTEN WIR WARTEN AUF EUCH. DIE OPFER DES BOMBENANGRIFFES VOM 21. 3. 45 | Standort                      |         |
|      |                                                                                        | Nordhastedt - Osterwohld                                    | | Koordinaten fehlen! Hilf mit. |         |
|      | 2. Weltkrieg                                                                           | Odderade                                                    | 1914 1918 Dem Andenken unserer fürs Vaterland gefallenen Helden gewidmet von den Gemeinden Odderade – Lehrsbüttel Euch deckt der Sand in Feindesland doch Ihr bleibt unter uns GEDENKET DER TOTEN BEIDER WELTKRIEGE 1914 – 1918 EHRET DIE GEFALLENEN UND VERMISSTEN 1939 – 1945 | Standort                      |         |
|      | 1. Weltkrieg 2. Weltkrieg                                                              | Oesterdeichstrich                                           | 1914 1939 1918 1945 EHRET DIE GEDALLENEN GEDENKET DER VERMISSTEN | Standort                      |         |
|      |                                                                                        | Offenbüttel                                                 | UNSEREN TOTEN 1914 – 1918 SIE GABEN IHR ALLES IHR LEBEN IHR BLUT SIE GABEN ES HIN MIT HEILIGEM MUT SIE OPFERTEN ZUKUNFT UND JUNGES GLÜCK SIE KEHRTEN NIE WIEDER ZUR HEIMAT ZURÜCK 1939 – 1945 | Standort                      |         |
|      | Deutsch-Französischer Krieg                                                            | Osterrade                                                   | 1870–71 | Standort                      |         |
|      | 1. Weltkrieg 2. Weltkrieg                                                              | Osterrade                                                   | Unseren Gefallenen der Weltkriege 1914–1918 1939–1945 zum Gedenken Die Gemeinde Osterrade | Standort                      |         |
|      | 2. Weltkrieg                                                                           | Osterrade                                                   | EHRET DIE GEFALLENEN UND VERMISSTEN 1939–1945 | Standort                      |         |
|      | 2. Weltkrieg                                                                           | Osterrade - Jützbüttel                                      | Ehrenmal der Gemeinde Jützbüttel 1939 – 1945 | Standort                      |         |
|      | 1. Weltkrieg                                                                           | Osterrade - Süderrade                                       | Originaltext: Здѣсь похоронены 56 русскіе ВОЕННОПЛѢННЫЕ умершіе въ лагерѣ Остераде 1915 - 16 году МИРЬ ПРАХУ ВАМЪ! Deutsche Übersetzung: Hier ruhen 56 russische Kriegsgefangene gest. im Lager Osterrade 1915 – 16 Ruhet sanft! | Standort                      |         |
|      | Deutsch-Französischer Krieg                                                            | Ostrohe (Friedenseiche)                                     | GEPFLANZT AM 10. 5. 1871 AUS ANLASS DES FRIEDESSCHLUSSES UND DER GRÜNDUNG DES DEUTSCHEN REICHES AM 9. 12. 1870 | Standort                      |         |
|      |                                                                                        | Pahlen (1. Weltkrieg)                                       | | Koordinaten fehlen! Hilf mit. |         |
|      |                                                                                        | Pahlen (2. Weltkrieg)                                       | | Koordinaten fehlen! Hilf mit. |         |
|      | 1. Weltkrieg 2. Weltkrieg                                                              | Quickborn                                                   | Unseren Gefallenen 1914 – 1918 Unseren Gefallenen 1939 – 1945 | Standort                      |         |
|      |                                                                                        | Rehm-Flehde-Bargen - Rehm                                   | | Koordinaten fehlen! Hilf mit. |         |
|      | Schleswig-Holsteinische Erhebung Deutsch-Französischer Krieg                           | Reinsbüttel                                                 | IM DEUTSCH– DÄNISCHEN KRIEGE 1848–51 LIESSEN IHR LEBEN IM DEUTSCH– FRANZÖSISCHEN KRIEGE 1870–71 LIESSEN IHR LEBEN | Standort                      |         |
|      | 1. Weltkrieg                                                                           | Reinsbüttel                                                 | Zum ehrenden Andenken der im Weltkriege 1914–1918 gefallenen Helden. | Standort                      |         |
|      | 2. Weltkrieg                                                                           | Reinsbüttel                                                 | Zum Andenken unserer Gefallenen des 2. Weltkrieges 1939 – 1945 | Standort                      |         |
|      |                                                                                        | Sankt Annen                                                 | | Koordinaten fehlen! Hilf mit. |         |
|      | 1. Weltkrieg                                                                           | Sankt Michaelisdonn (Kirche)                                | UNSERN HELDEN 1914–1918 | Standort                      |         |
|      | 1. Weltkrieg                                                                           | Sankt Michaelisdonn (Park am Born 1. Weltkrieg)             | Westdorf seinen 1914 Gefallenen 1918 | Standort                      |         |
|      | 2. Weltkrieg                                                                           | Sankt Michaelisdonn (Park am Born 2. Weltkrieg)             | DEN OPFERN DER GEMEINDE ST. MICHAELISDONN 1939 1945 | Standort                      |         |
|      | 1. Weltkrieg 2. Weltkrieg                                                              | Sankt Michaelisdonn - Hindorf                               | 1914 1918 Getreu Ihrer Pflicht starben fürs Vaterland aus der Gemeinde Hindorf Ehre Ihrem Andenken. 1939 1945 Ewig bleibt unser Gedenken an Euch | Standort                      |         |
|      | 1. Weltkrieg 2. Weltkrieg                                                              | Sankt Michaelisdonn - Hopen                                 | 1914 Unsern Helden zur Ehr 1939 1945 Ehre Ihrem Andenken | Standort                      |         |
|      |                                                                                        | Sarzbüttel (Ehrenmal)                                       | Denen die für uns starben Wir waren eins in der Liebe zur Heimat und haben ihr alles gegeben Brüder wie klein ist der Streit! | Standort                      |         |
|      | Deutsch-Französischer Krieg                                                            | Sarzbüttel (Ehrenmal)                                       | Gedenkstein für die Kampfgenossen von 1848–51 u. 1870/71 gewidmet von der Gemeinde Sarzbüttel 2. Septem 1900 Schleswig-Holstein Up ewig ungedeelt | Standort                      |         |
|      | 2. Weltkrieg                                                                           | Schafstedt                                                  | Sie gaben ihr Alles, ihr Leben, ihr Blut. Sie gaben es hin Mit heiligem Mut. Für uns! Die dankbare Gemeinde. 1939 1945 Unsere Vermissten | Standort                      |         |
|      | Deutsch-Französischer Krieg                                                            | Schafstedt                                                  | Zur Erinnerung an Deutschlands große Zeit. 1870 – 71 Errichtet am 18. Aug. 1910. | Standort                      |         |
|      |                                                                                        | Schalkholz                                                  | | Koordinaten fehlen! Hilf mit. |         |
|      |                                                                                        | Schlichting                                                 | | Koordinaten fehlen! Hilf mit. |         |
|      | 1. Weltkrieg 2. Weltkrieg                                                              | Schmedeswurth                                               | DEN KAMERADEN IN FREMDER ERDE 1914 1939 1918 1945 IN DANKBARKEIT UND EHRFURCHT DIE GEMEINDEN SCHMEDESWURTH MENGHUSEN AUENBÜTTEL | Standort                      |         |
|      |                                                                                        | Schrum (1. Weltkrieg)                                       | | Koordinaten fehlen! Hilf mit. |         |
|      | 1. Weltkrieg                                                                           | Schrum (1. Weltkrieg)                                       | Gewidmet den gefallenen Kriegern von 1914–18 von der Gemeinde Schrum | Standort                      |         |
|      | 2. Weltkrieg                                                                           | Schrum (2. Weltkrieg)                                       | Dass ihr in mir frieden habet+ In der welt habt ihr angst, aber seid getrost ich habe die Welt über– wunden+ Spricht Jesus Christus | Standort                      |         |
|      | Schleswig-Holsteinische Erhebung                                                       | Schülp                                                      | | Standort                      |         |
|      | 1. Weltkrieg                                                                           | Schülp                                                      | 1914–1918 Unsern gefallen Helden in dankbarer Verehrung gewidmet von der Gemeinde Schülp | Standort                      |         |
|      | 2. Weltkrieg                                                                           | Schülp                                                      | 1939–1945 Zum Gedenken unserer gefallenen Söhne Gemeinde Schülp | Standort                      |         |
|      | Schleswig-Holsteinische Erhebung Deutsch-Französischer Krieg                           | Strübbel                                                    | 1848 1870–71 1900 | Standort                      |         |
|      | 1. Weltkrieg 2. Weltkrieg                                                              | Strübbel                                                    | Zum Gedenken unserer Gefallenen 1914–1918 1939–1945 | Standort                      |         |
|      | 1. Weltkrieg 2. Weltkrieg                                                              | Süderdorf - Lendern                                         | Euch deckt der Sand in Feindesland doch bleibt ihr unter uns Dem Andenken unserer fürs Vaterland gefallene Helden Gewidmet Dorfgemeinde Lendern | Standort                      |         |
|      | 1. Weltkrieg 2. Weltkrieg                                                              | Süderdorf - Lüdersbüttel                                    | WO WIR AUCH RUHEN WIR RUHEN in DER HEIMAT DA WIR UNSER LEBEN FÜR DIE HEIMAT GABEN | Standort                      |         |
|      | 1. Weltkrieg 2. Weltkrieg                                                              | Süderdorf - Schelrade                                       | UNSEREN GEFALLENEN ZUM GEDENKEN 1914 – 1918 1939 – 1945 | Standort                      |         |
|      | 2. Weltkrieg                                                                           | Süderdorf - Wellerhop                                       | Zum Gedächtnis des im Weltkriege gefallenen Zum Gedenken an unsere Gefallenen des Weltkrieges 1939 – 1945 | Standort                      |         |
|      | 1. Weltkrieg                                                                           | Süderhastedt (Denkmal)                                      | 1914 – 1918 | Standort                      |         |
|      | 2. Weltkrieg                                                                           | Süderhastedt (Denkmal)                                      | FÜR UNS 1939 1945 | Standort                      |         |
|      | Schleswig-Holsteinische Erhebung                                                       | Süderhastedt (Gedenkstein)                                  | DEN TAPFEREN KÄMPFERN VON 1848–50 Schleswig-Holstein up ewig ungedeelt | Standort                      |         |
|      | Deutsch-Französischer Krieg                                                            | Süderhastedt (Gedenksäule)                                  | Gewidmet von dem Kirchspiel Süderhastedt 1873 | Standort                      |         |
|      | Schleswig-Holsteinische Erhebung Deutsch-Französischer Krieg 1. Weltkrieg 2. Weltkrieg | Süderheistedt (Gedenkanlage)                                | Zur Erinnerung an die Kriege 1848 – 1851 1870 – 1871 1914 – 1918 1939 – 1945 | Standort                      |         |
|      | Schleswig-Holsteinische Erhebung                                                       | Tellingstedt (1848/1851)                                    | Dem Andenken der auf em Friedhofe zu Tellingstedt ruhenden Kampfgenossen von 1848–1851, gewidmet vom Kirchspiel Tellingstedt. 1898 | Standort                      |         |
|      | Deutsch-Französischer Krieg 1. Weltkrieg 2. Weltkrieg                                  | Tellingstedt (1870/1871 u. 1. und 2. Weltkrieg)             | Zur Erinnerung an die treuen Streiter aus hiesigem Kirchspiel die 1870/71 den Tod fanden im Kriege gegen Frankreich welcher zu Deutschlands Einheit führte Was Deutschlands Heer zu Deutschlands Ehr‘ mit Heldenmut vollbracht nicht nur in Erz und Stein in sein Gedächtnis schrieb das Vaterland es ein Den Gefallenen des Kirchspiels Tellingstedt beider Weltkriege 1914/18 1939/45 zum Gedächtnis. Die Kirchspielslandsgemeinde Tellingstedt                                                   | Standort                      |         |
|      | 1. Weltkrieg 2. Weltkrieg                                                              | Tellingstedt (1. und 2. Weltkrieg)                          | 1914 – 1918 1939 – 1945 UNSERN GEFALLENEN DIE KIRCHENGEMEINDE TELLINGSTEDT Es starben für das Vaterland Ich bin die Auferstehung und das Leben. Es starben für das Vaterland Christus ist mein Leben. | Standort                      |         |
|      |                                                                                        | Tellingstedt - Oesterborstel                                | | Koordinaten fehlen! Hilf mit. |         |
|      | 1. Weltkrieg 2. Weltkrieg                                                              | Tellingstedt - Rederstall                                   | Für das Vaterland starben 1914–18 folgende tapfere Krieger dieser Gemeinde Ehre Ihrem Andenken! Ehret die Gefallenen und Vermissten aus dem Kriege 1939/45 Ehre Ihrem Andenken! | Standort                      |         |
|      | 1. Weltkrieg                                                                           | Tensbüttel-Röst - Röst                                      | Gewidmet den gefallenen Kriegern von 1914–18 von der Gem.Röst. Ehre ihrem Andenken. | Standort                      |         |
|      | 2. Weltkrieg                                                                           | Tensbüttel-Röst - Röst                                      | 1939 1945 | Standort                      |         |
|      | 1. Weltkrieg                                                                           | Tensbüttel-Röst - Tensbüttel                                | Gewidmet den gefallenen Kriegern von 1914–18 von der Gemeinde Tensbüttel. | Standort                      |         |
|      | 2. Weltkrieg                                                                           | Tensbüttel-Röst - Tensbüttel                                | 1939 1945 UNSERE VERMISSTEN. WIR WARTEN AUF EUCH! | Standort                      |         |
|      |                                                                                        | Tielenhemme                                                 | | Koordinaten fehlen! Hilf mit. |         |
|      | 1. Weltkrieg 2. Weltkrieg                                                              | Trennewurth                                                 | Unseren Toten in den Kriegen 1914 – 1918 1939 – 1945 Die Gefallenen 1914 – 1918 Die Vermissten Die Gefallenen 1939 – 1945 | Standort                      |         |
|      | 1. Weltkrieg 2. Weltkrieg                                                              | Volsemenhusen - Norderwisch                                 | UNSERN GEFALLENEN 1914–1918 1939–1945 | Standort                      |         |
|      |                                                                                        | Volsemenhusen                                               | ZUM GEDENKEN DER OPFER VON GEWALTHERRSCHAFT FÜR FRIEDEN UND FREIHEIT GEMEINDE VOLSEMENHUSEN 2020 | Standort                      |         |
|      | 1. Weltkrieg 2. Weltkrieg                                                              | Warwerort                                                   | UNSERN HELDEN 1914–1918 1939–1945 Für das Vaterland starben aus der Gemeinde Warwerort | Standort                      |         |
|      |                                                                                        | Wallen                                                      | | Koordinaten fehlen! Hilf mit. |         |
|      |                                                                                        | Weddingstedt                                                | | Koordinaten fehlen! Hilf mit. |         |
|      |                                                                                        | Welmbüttel (1. Weltkrieg)                                   | | Koordinaten fehlen! Hilf mit. |         |
|      |                                                                                        | Welmbüttel (2. Weltkrieg)                                   | | Koordinaten fehlen! Hilf mit. |         |
|      |                                                                                        | Wennbüttel                                                  | BAUERNSCHAFT WENNBÜTTEL VERGESST DIE TREUEN TOTEN NICHT! | Standort                      |         |
|      | Deutsch-Französischer Krieg                                                            | Wesselburen (Friedhof)                                      | Inschrift teilweise nicht mehr lesbar: Den im glorreichen Feldzuge 187071 ???? gewidmet von den Einwohnern des Kirchspiels Wesselburen ???? Der Tod für's Vaterland ist ewiger Verehrung wert wie gern starb ich ihn auch den edlen Tod | Standort                      |         |
|      | 1. Weltkrieg 2. Weltkrieg                                                              | Wesselburen (Denkmal)                                       | FÜR UNS UNSEREN GEFALLENEN 1914 1939 1918 1945 Gehe aus deinem Vaterlande und von deiner Freundschaft und aus deines Vaters Hause in ein Land das Ich dir zeigen will | Standort                      |         |
|      | Kriegsgefangene                                                                        | Wesselburen                                                 | HEIMAT VERGISS UNS NICHT | Standort                      |         |
|      | 1. Weltkrieg 2. Weltkrieg                                                              | Wesselburener Deichhausen                                   | IM WELTKRIEGE 1914–1918 GABEN AUS UNSERER GEMEINDE IHR LEBEN FÜR DIE FREIHEIT DES VATERLANDES ZUM OPFER: Zum Gedenken unserer Gefallenen 1939–1945 | Standort                      |         |
|      | 1. Weltkrieg 2. Weltkrieg                                                              | Wesselburenerkoog                                           | Unseren Gefallenen 1914 – 1918 1939 – 1945 | Standort                      |         |
|      |                                                                                        | Wesseln                                                     | | Standort                      |         |
|      | 1. Weltkrieg 2. Weltkrieg                                                              | Westerborstel                                               | DEM GEDENKEN UNSERER GEFALLENEN 1914 – 1918 1939 – 1945 WESTERBORSTEL | Standort                      |         |
|      | 1. Weltkrieg 2. Weltkrieg                                                              | Westerdeichstrich                                           | Unseren Helden zum Gedenken 1914 – 1918 1939 – 1945 Der Gemeinde Dank | Standort                      |         |
|      | Schleswig-Holsteinische Erhebung Deutsch-Französischer Krieg                           | Windbergen (Gedenkanlage 1848–50 und 1870–71)               | Inschrift der Rückseite nicht mehr lesbar | Standort                      |         |
|      | 1. Weltkrieg                                                                           | Windbergen (Gedenkanlage 1. Weltkrieg)                      | 1914 1918 Für Heimat u. Vaterland gaben ihr Leben im Weltkriege. Selig sind die da Leid tragen denn sie sollen getröstet werden. | Standort                      |         |
|      | 2. Weltkrieg                                                                           | Windbergen (Gedenkanlage 2. Weltkrieg)                      | UNSEREN GEFALLENEN 1939 – 1945 | Standort                      |         |
|      |                                                                                        | Windbergen (Gedenkanlage)                                   | ZUM GEDENKEN AN UNSERE VERMISSTEN | Standort                      |         |
|      | Schleswig-Holsteinische Erhebung Deutsch-Französischer Krieg                           | Wöhrden                                                     | In der Fremde ruhen eure Gebeine, euer Andenken wird bewahrt in den Herzen eurer dankbaren Brüder durch alle Jahrhunderte. Den Söhnen dieser Gemeinde, die in den Feldzügen d. Jahre 1848–50 u. 1870–71 den Heldentod für’s Vaterland gestorben. Zum bleibenden Andenken errichtet vom Kampfgenossen-Verein und von Einwohnern der Gemeinde Wöhrden d. 22. März 1878 | Standort                      |         |
|      | 1. Weltkrieg 2. Weltkrieg                                                              | Wöhrden                                                     | DIE HEIMAT GEMEINDEN GEDENKEN IN EHRFURCHT IHRER TAPFEREN SÖHNE 1914 1918 1939 1945 KEINER KENNT GRÖSSERE LIEBE DENN DASS ER SEIN LEBEN LÄSST FÜR SEINE FREUNDE | Standort                      |         |
|      | 1. Weltkrieg 2. Weltkrieg                                                              | Wolmersdorf                                                 | 1914 – 1918 1939 – 1945 FÜR EUCH | Standort                      |         |
|      | Schleswig-Holsteinische Erhebung                                                       | Wrohm (Gedenkstein)                                         | Gedenkstein für die Kämpfer aus den Jahren 1848 – 1851. Errichtet am 50jährigen Jubiläumstage d. 24. März 1889. | Standort                      |         |
|      | Deutsch-Französischer Krieg                                                            | Wrohm (Gedenkstein)                                         | Dem Andenken der Krieger, die in den Jahren 1870 / 71 für das Vaterland gekämpft haben. Gewidmet vom Kriegerverein Wrohm u. Umgegend. 1911. | Standort                      |         |
|      | 1. Weltkrieg 2. Weltkrieg                                                              | Wrohm (Denkmal)                                             | DEM ANDENKEN UNSERER FÜRS VATERLAND GEFALLENEN HELDEN BEIDER WELTKRIEGE GEWIDMET VON DER GEMEINDE WROHM 1914-1918 1939-1945 | Standort                      |         |

## Einzelgräber
Einzelne Grabmale, die in Verbindung zu militärischen Auseinandersetzungen gebracht werden können, wurden hier nicht aufgeführt.
Es gibt diese mindestens in:
- Albersdorf (Einzelgedenken)[5]
- Brunsbüttel (Einzelgedenken)[6]
- Brunsbüttel - Brunsbüttelkoog (private Gedenksteine)[7]
- Burg (Einzelgedenken)[8]
- Büsum (Neuer Friedhof: Einzelgedenken)[9]
- Dellstedt (Einzelgedenken)[10]
- Delve (Einzelgedenken)[11]
- Eddelak (Friedhof: Einzelgedenken)[12]
- Heide (Südfriedhof: Einzelgedenken)[13]
- Heide (Zütphen-Friedhof: Einzelgedenken)[14]
- Hemme (Einzelgedenken)[15]
- Hennstedt (Einzelgedenken)[16]
- Kronprinzenkoog (private Gedenksteine)[17]
- Marne (Friedhof: Einzelgedenken)[18]
- Meldorf (Friedhof)[19]
- Nordhastedt (Einzelgedenken)[20]
- Pahlen (Einzelgedenken)[21]
- Sankt Michaelisdonn (Friedhof: Einzelgedenken)[22]
- Sarzbüttel (Friedhof)[23]
- Süderhastedt (Friedhof: Einzelgedenken)[24]
- Tellingstedt (Friedhof: Einzelgräber)[25]
- Wesselburen (Einzelgedenken)[26]
- Windbergen (Einzelgedenken)[27]
- Wöhrden (Einzelgedenken)[28]
- Wrohm (Einzelgedenken)[29]

## Gedenktafeln
In einigen Gemeinden des Kreises Dithmarschen gibt es in den Kirchen Gedenktafeln, diese wurden zusätzlich oder an Stelle eines Ehrenmals errichtet. Diese wurden hier nicht aufgeführt.
- Barkenholm (Kirchspiel Hennstedt)[30]
- Brunsbüttel (1848/51)[31]
- Burg (Kirche)[32]
- Fedderingen (Kirchspiel Hennstedt)[33]
- Hennstedt (Kirchspiel Hennstedt mit Gefallenen der Ostgebiete)[34]
- Kleve (Kirchspiel Hennstedt)[35]
- Kronprinzenkoog (Ehrenhalle)[36]
- Kronprinzenkoog (Kirche)[37]
- Linden (Kirchspiel Hennstedt)[38]
- Lunden (Kirche)[39]
- Marne (1848–50)[40]
- Marne (ev. Kirche)[41]
- Meldorf (Kirche: Gedenktafeln)[42]
- Norderheistedt (Kirchspiel Hennstedt)[43]
- Süderheistedt (Kirchspiel Hennstedt)[44]
- Süderheistedt - Hägen (Kirchspiel Hennstedt)[45]
- Wesselburen (Bartholomäuskirche: Gedenktafel Voss)[46]
- Wesselburen (Bartholomäuskirche: hölzerne Wandtafel)[47]
- Wiemerstedt (Kirchspiel Hennstedt)[48]